# Goyescas (opera)

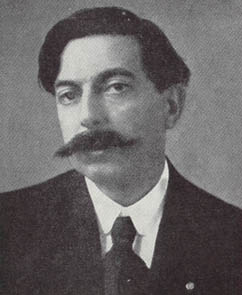
Enrique Granados 1914

Goyescas är en spansk opera i en akt (tre scener) med musik av Enrique Granados och libretto av Fernando Periquet.

## Historia
1911 hade Granados komponerat en svit Musikaliska bilder för piano som fick namnet Goyescas då att de var inspirerade av Francisco de Goyas måleri. Granados skrev om Goyescas: "Jag är fascinerad av Goyas psykologi, av hans palett, av honom, av hans musa hertiginnan av Alba, av hans gräl med sina modeller, hans kärlekar och hans beundrare. De där rosavita kinderna kontrasterande mot den sammetens svarta lyster; de där underjordiska varelserna har förtrollat mig."
Pianisten Ernest Schelling, som hade uppfört pianosviten i USA, övertalade honom att omarbeta den till en opera men Första världskriget förhindrade att operan sattes upp på Parisoperan som planerat. Istället blev det på Metropolitan Opera House i New York som verket fick sitt uruppförande den 28 januari 1916. Det var den första operan på spanska som hade satts upp där. Den framfördes tillsammans med Leoncavallos enaktare Pagliacci och bland sångaren märktes Giovanni Martinelli och Giuseppe De Luca. Verket regisserades av Jules Speck och scenograf var den milanesiske designern Antonio Rovescalli. Kostymerna var gjorda av G. B. Santoni efter målningar av Goya.
Operan fick bra recensioner. I sin recension för New York Times skrev Richard Aldrich att musiken var "utomordentligt gjord" och ägde "en intensiv nationalkänsla". Trots succén har denna kortopera aldrig funnit sin plats i operarepertoaren. Den har ännu inte fått någon nypremiär på Met efter de ursprungliga fem föreställningarna. På senare tid har Goyescas uppförts i en uppsättning på Central City Opera i Colorado 2003.
Granados reste själv till New York med sin hustru för att närvara vid premiären. Fastän det dramatiska över huvud taget inte låg för honom och musiken väsentligen är lyrisk, blev uppförandet en stor triumf för Granados. Succén gjorde att han blev inbjuden av president Woodrow Wilson att framföra en pianoafton i Vita Huset, vilket försenade hemresan. Lycklig över framgången kunde Granados och hans hustru till slut gå ombord på det franska ångfartyget SS Sussex för att resa hem till Spanien, där deras sex barn väntade på dem. På vägen över Atlanten torpederades SS Sussex av en tysk ubåt den 24 mars 1916. Granados drunknade när han försökte rädda sin hustru.
Operan bygger på teman från pianosviten, vilka han orkestrerade och stöpte om till ett tredelat stycke. Librettot fick stuvas om efter redan färdiga melodier, tvärtom mot vad som var det vanliga när det gällde att skriva en opera. Fastän operan uppförs sällan utgör pianosviten ett standardverk inom pianorepertoaren.

## Om operan
Intermezzot från operan blev ett populärt fristående konsertstycke. Det framförs i arrangemang för orkester, samt för cello och piano.
En spansk film byggd på Goyescas gjordes 1942. Den regisserades av Benito Perojo och med Imperio Argentina i huvudrollen.
Den mexikanska sångerskan Consuelo Velázquez skrev 1940 sången Bésame Mucho, vars melodi bygger på arian Näktergalens aria från operans tredje del.

## Personer
| Roller   | Stämma      | Premiärbesättning 28 januari 1916 (Dirigent: Gaetano Bavagnoli) |
| -------- | ----------- | --------------------------------------------------------------- |
| Rosario  | sopran      | Anna Fitziu                                                     |
| Fernando | tenor       | Giovanni Martinelli                                             |
| Pepa     | mezzosopran | Flora Perini                                                    |
| Paquiro  | baryton     | Giuseppe De Luca                                                |
| Sångaren | tenor       | Max Bloch                                                       |

## Handling
Operan handlar om det ödesdigra mötet mellan tjurfäktaren Paquiro och den vackra Rosario. Verkets mest kända stycke, intermezzot, lades till för att hinna med en scenväxling.
Handlingen bygger på en serie av sex målningar från Francisco Goyas tidiga karriär, inspirerade av stereotypa unga män och kvinnor tillhörande majismorörelsen. Dessa majos och majas var kända för sin bohemiska attityd och pråliga klädstil. Öppningsscenen är direkt hämtad från Goyas målning "El Pelele" från 1791, målad till kung Karl IV av Spanien (trots att målningen antyder en satirisk syn på kungens popularitet). 

### Första scenen
Majos och majas roar sig en eftermiddag utanför kyrkan San Antonio de la Florida. Medan floden Manzanares brusar i fjärran tillbringar de tiden med att dansa, festa och spela det traditionella spelet pelele. Spelet går ut på att en docka gjord av halm kastas upp i luften av en grupp människor med hjälp av ett laka. Medan de leker kommer Paquiro in omgiven av kvinnor. Han flirtar med dem alla men de vet att han är upptagen. Pepa gör entré i en vagn dragen av hundar och männen svärmar kring henne. Plötsligt kommer lady Rosario in buren av två lakejer. Hon väntar på sin älskare. Paquiro går snabbt fram till henne. Han minns en tid då hon förr i tiden var med på deras danser och bjuder in henne på nytt. Hon ignorerar honom men detta misstolkas av Fernando, vaktchefen, som dold spionerar på henne och Paquiro. Fernando antog att hon flirtade och trots att hon förnekar det tror han inte på henne. De fortsätter gräla medan Pepa och kvinnorna hånar dem. Fernando bestämmer att Rosario ska gå på dansen men han ska gå med henne. Pepa och Paquiro bestämmer sig för att lura paret.

### Andra scenen
Samma natt på balen dansar alla majas medan majos vaktar dem. Fernando gör entré med Rosario och Pepa fortsätter att håna henne. Fernando försäkrar Rosario att han ska försvara hennes heder. Paquiro svarar genom att bjuda upp Rosario medan Pepa svartsjukt ifrågasätter hans motiv. Fernando förolämpar Paquiros heder medan Rosario protesterar. Paquiro utmanar Fernando på duell. Gräl uppstår och kvinnorna får hålla tillbaka Paquiro och männen Fernando från att ryka ihop. Rosario svimmar. När tidpunkten för duellen är fastslagen lämnar Fernando balen med Rosario. Pepa är åter i centrum och leder människorna i en fandango. 

### Tredje scenen
Senare samma natt sitter Rosario på en bänk i slottsträdgården, lyssnande på en näktergals sorgliga sång under månskenet. Medan hon går in närmar sig Fernando huset. Han ropar på henne och hon svarar sorgset, men kärleksfullt. Han tvivlar på hennes hängivenhet. Deras samtal avbryts av Paquiro klädd i svart och med Pepa i släptåg. Fernando vill gå men Rosario ber honom stanna. Fernando sliter sig loss och lovar återvända med segern. Duellen börjar. Två skrik hörs, ett från den dödligt sårade Fernando och ett från Rosario. Paquiro flyr. Rosario tar den döende Fernando i sina armar. De delar en sista kyss innan han dör i hennes armar.